# Jürgen Dupper

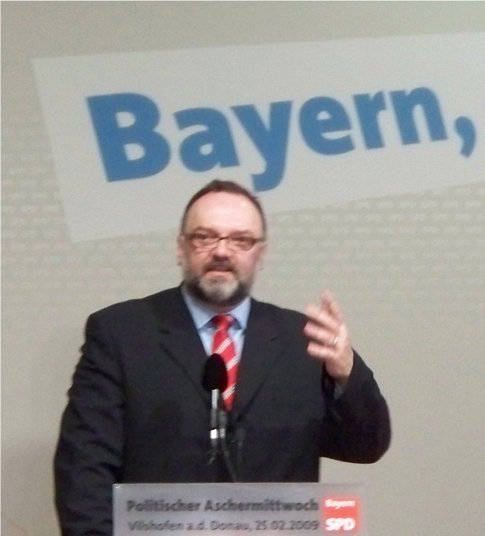
Dupper im Jahr 2009

Jürgen Dupper (* 22. Januar 1961 in Passau) ist ein deutscher Politiker. Als Abgeordneter der SPD gehörte er von 2003 bis 2008 dem Bayerischen Landtag an. Seit 1. Mai 2008 ist er Oberbürgermeister der Stadt Passau.

## Leben
Dupper besuchte das Adalbert-Stifter-Gymnasium und wechselte in der Kollegstufe auf das Gymnasium Leopoldinum, wo er 1982 das Abitur machte. Danach war er zunächst als Geschäftsführer einer Marketingagentur tätig. 
Seit 1990 ist er Mitglied des Stadtrats von Passau und zwischen 1992 und 1996 sowie von 2002 bis 2008 dort Vorsitzender der SPD-Fraktion. Von 1996 bis 2002 war Dupper Zweiter Bürgermeister der Stadt Passau. Im Oktober 2003 wurde er in den Bayerischen Landtag gewählt, dem er bis 2008 angehörte. Ab 2006 war er haushaltspolitischer Sprecher der SPD-Landtagsfraktion und stellvertretender Vorsitzender des Ausschusses für Staatshaushalt und Finanzfragen des Bayerischen Landtags.
Für die Kommunalwahl am 2. März 2008 wurde Dupper als OB-Kandidat der SPD nominiert. Aus dem ersten Wahlgang ging er mit 46,75 % der Stimmen als Sieger hervor und zwang Amtsinhaber Albert Zankl in eine Stichwahl, die er mit 61,41 % für sich entscheiden konnte. Hierbei hatte er auch von der Wahlempfehlung des ödp-Kandidaten Urban Mangold, der im ersten Wahlgang 12,65 % der Stimmen erhalten hatte, profitiert. Sein Amt trat Dupper turnusgemäß am 1. Mai 2008 an. Duppers Landtagsmandat übernahm Udo Egleder aus Dingolfing. Auf Duppers Initiative wurde Urban Mangold zum zweiten Bürgermeister der Stadt gewählt. Als dritten Bürgermeister schlug Jürgen Dupper Anton Jungwirth von der FDP vor, so dass mit den Stadtratsfraktionen der SPD, ödp, FDP und Bündnis 90/Die Grünen eine sogenannte Gestaltungsmehrheit entstand, die über nominell 25 der 44 Stadtratssitze verfügte.
Bei der Kommunalwahl am 16. März 2014 wurde Jürgen Dupper mit 64,68 % der Stimmen als Oberbürgermeister von Passau bestätigt, bei den Kommunalwahlen am 15. März 2020 wurde er im ersten Wahlgang mit 54,62 Prozent wiedergewählt.
Er ist verheiratet und hat fünf Kinder.

## Ehrungen
- Ehrenring der Stadt Passau (2005)[2]
- Kommunale Verdienstmedaille in Bronze (2008)[2]
- Kommunale Verdienstmedaille in Silber (2019).[3]